# Pelargoderus vittatus
Pelargoderus vittatus är en skalbaggsart som beskrevs av Audinet-serville 1835. Pelargoderus vittatus ingår i släktet Pelargoderus och familjen långhorningar. Inga underarter finns listade i Catalogue of Life.